# 雙龍・ロディウス
ロディウス (RODIUS)は、韓国のサンヨン自動車が製造・発売していた自動車である。

## 初代 (2004年 - 2013年)
2004年5月にイスタナの後継車として発売を開始した。4列シートの9人乗りと11人乗りの2タイプが用意され(後者は韓国製ミニバン唯一の4WDもあり)、11人乗りモデルは韓国内ではバスとして扱われるのでバス専用車線も走行可能である。エンジンは当初、メルセデスベンツ技術のコモンレール式2.7Lディーゼルを採用し、それに5速ATを組み合わせた。
2007年7月に改良型を発売。フロント回りやリヤコンビレンズを新デザインとし、車名を「ニューロディウス」に変更。
2011年12月から2012年6月までは2.7Lディーゼルエンジンが排ガス規制値をクリアできない関係で販売を中止していたが、2012年7月2日にコランドCやレクストンWに搭載される2.0Lのe-XDiを搭載し、11人乗りのみとした上で再発売された。
2013年2月に販売を終了した。
尚、台湾、香港、オーストラリアなど一部の地域では「STAVIC (スタヴィック)」という名称で販売された。
初代の特徴あるスタイリングはクルーザーのデッキをイメージしたものだが、それが災いしてイギリスBBCの自動車番組「トップギア」で「最も醜い車の歴史を塗り替えた。」「タダでもいらない車。」と酷評された。なお、同番組のシーズン17では実際にクルーザーにロディウスの車体を載せる改造を施したssangyacht(サンヨット)が制作されている。

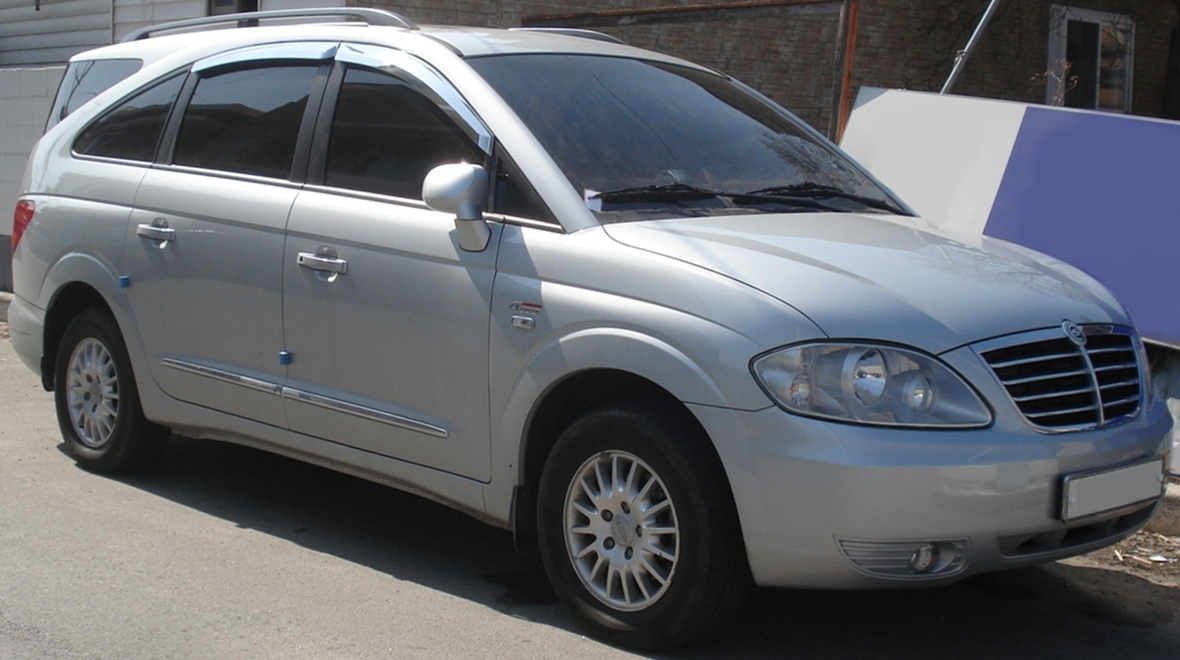
後期（ニューロディウス）　フロント
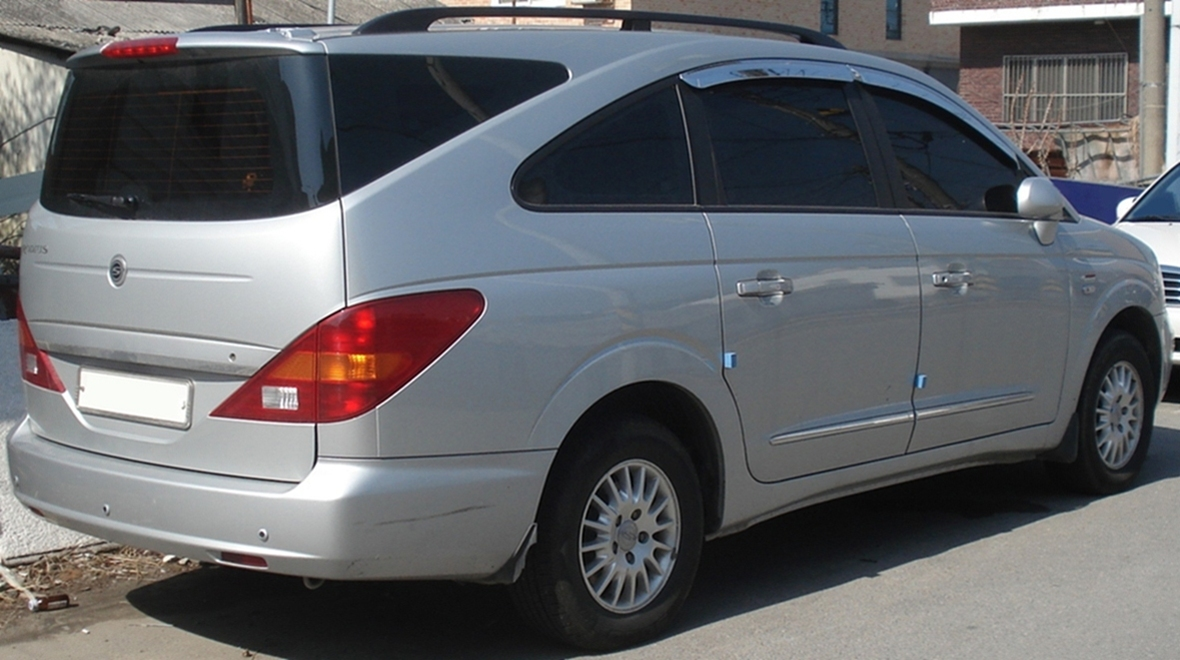
後期（ニューロディウス）　リア

## 2代目 (2013年 - 2019年)
韓国で2013年2月5日に発表。
海外市場では引き続き「ロディウス」もしくは「スタヴィック」として販売するが、アルジェリア市場においては2つを掛け合わせた「スタヴィック　ロディウス」を名乗った。英国市場では新たに「ツーリスモ」、そして韓国市場ではフルモデルチェンジを機にコランドの派生車種としてコランド ツーリスモ（Korando Turismo）を名乗ることになった。しかし、後者のネーミングについては「BMW・5シリーズ　GTの偽物」「いくらブランドバリューが良くても、ミニバンにSUVの名はどうか」「高級ブランドである”レクストン”を無視して下位ブランドで固めるのは賛成できない」などといった批判的な意見もネット上でしばしば見られる。
開発には2年半の期間と1800億ウォン（約155億円）がかけられ、韓国国内向けは先代と同じ理由で11人乗りのみとした（のちに9人乗りも追加）。エンジンやプラットフォームなどは先代末期からのキャリーオーバーであるが、リヤサスペンションはチェアマンWと同じマルチリンク式を採用。先代同様、4WDの設定もある。 
2018年1月、フロントマスクを中心に初の大幅改良。新形状のDRL内蔵ヘッドライト、新造形グリルなどが装備され、「エアーラウンドビューモニターシステム」を新たに搭載。メカニズム面に大きな変更点はないが、4WDは「4TRONIC」に改名された。
2018年3月現在、50以上の国で販売されるが、ここでは生産国である韓国を含めた主要国における車名一覧を掲載。
2019年7月、海外向けも含め、生産終了。この終了により、サンヨンのラインアップはSUV（ならびにそれをベースとしたピックアップ）のみとなった。
| 販売国 | フランス   | ドイツ     | イギリス   | ロシア       | オーストラリア | ペルー     | タイ         | 中国       | 台湾         | 韓国                |
| ------ | ---------- | ---------- | ---------- | ------------ | -------------- | ---------- | ------------ | ---------- | ------------ | ------------------- |
| 車名   | ロディウス | ロディウス | ツーリスモ | スタヴィック | スタヴィック   | ロディウス | スタヴィック | ロディウス | スタヴィック | コランド ツーリスモ |

## 車名の由来
車名は英語のROAD（道）とZEUS（神）の合成語で、「路上の帝王」を意味する。コランドは「Korean Can Do（韓国人は何でもできる）」の略、ツーリスモは「Gran Turismo」（イタリア語で「長距離を高性能で走る車」の意味）に由来。